# ایستگاه راه‌آهن امرسون پارک
ایستگاه راه‌آهن امرسون پارک (انگلیسی: Emerson Park railway station) یک ایستگاه راه‌آهن در لندن، انگلستان است که جزئی از خط رامفورد تا آپمینستر متروی زمینی لندن می‌باشد.
این ایستگاه که در منطقه هیورینگ لندن قرار دارد در سال ۱۹۰۹ میلادی تأسیس شده است.

## نگارخانه

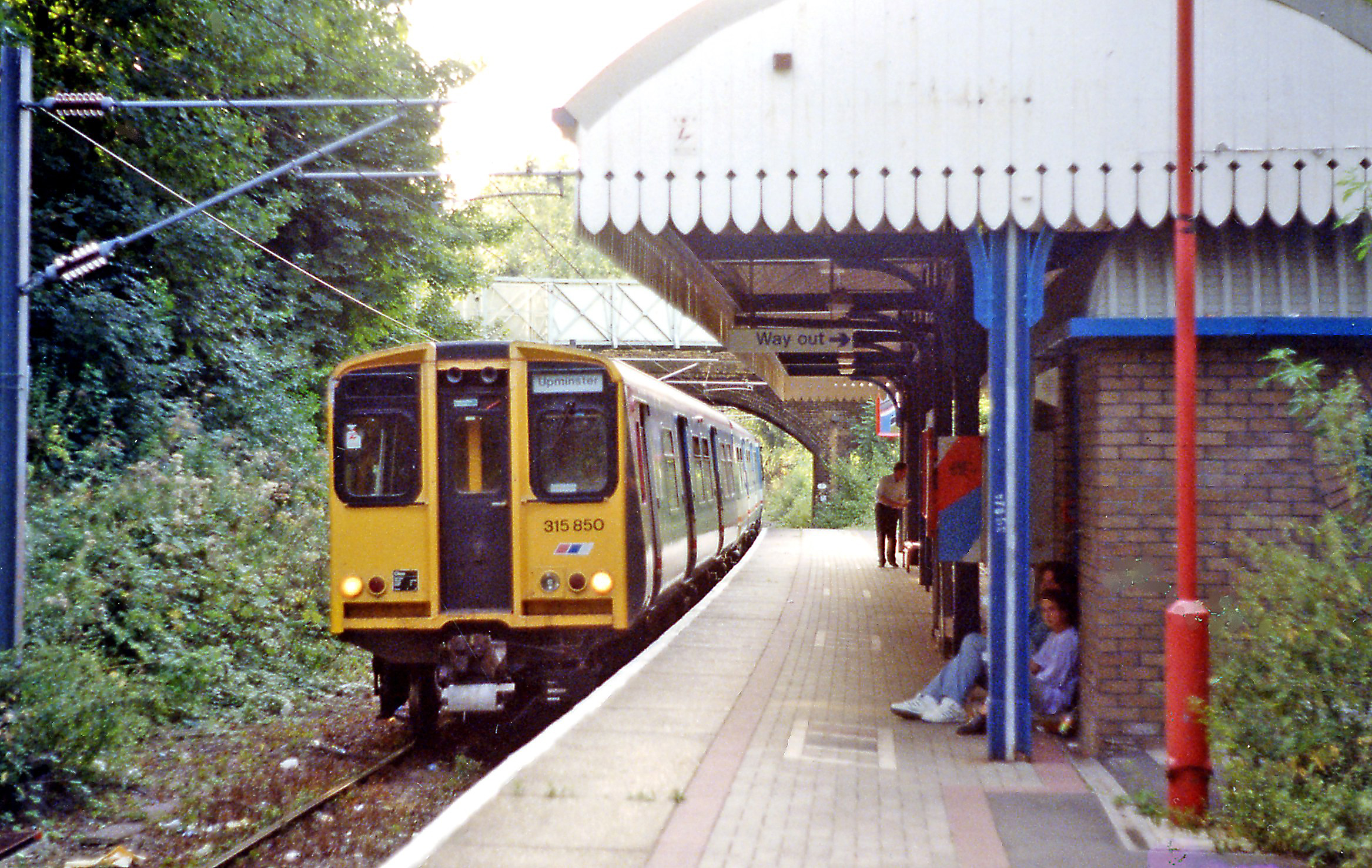
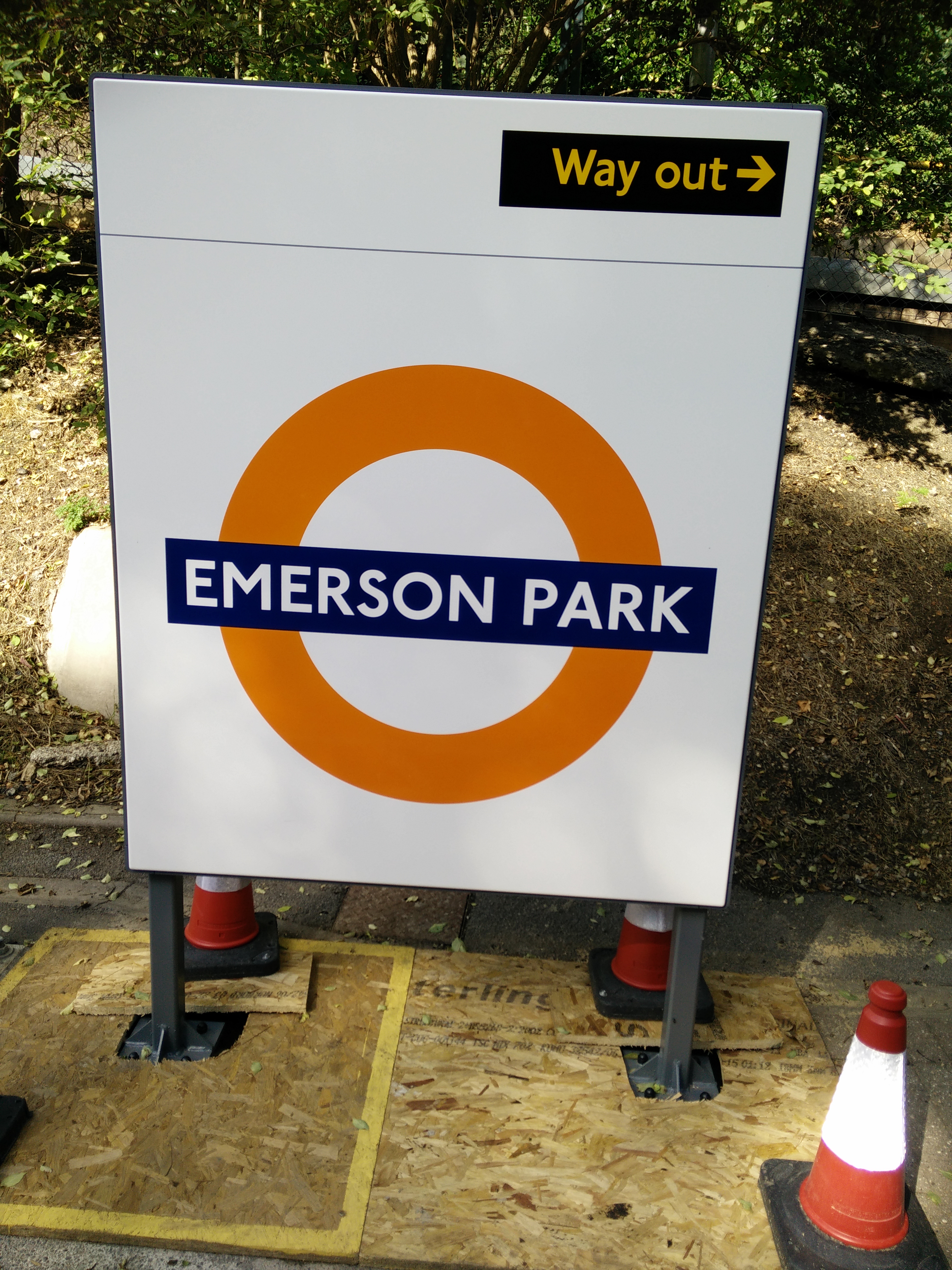
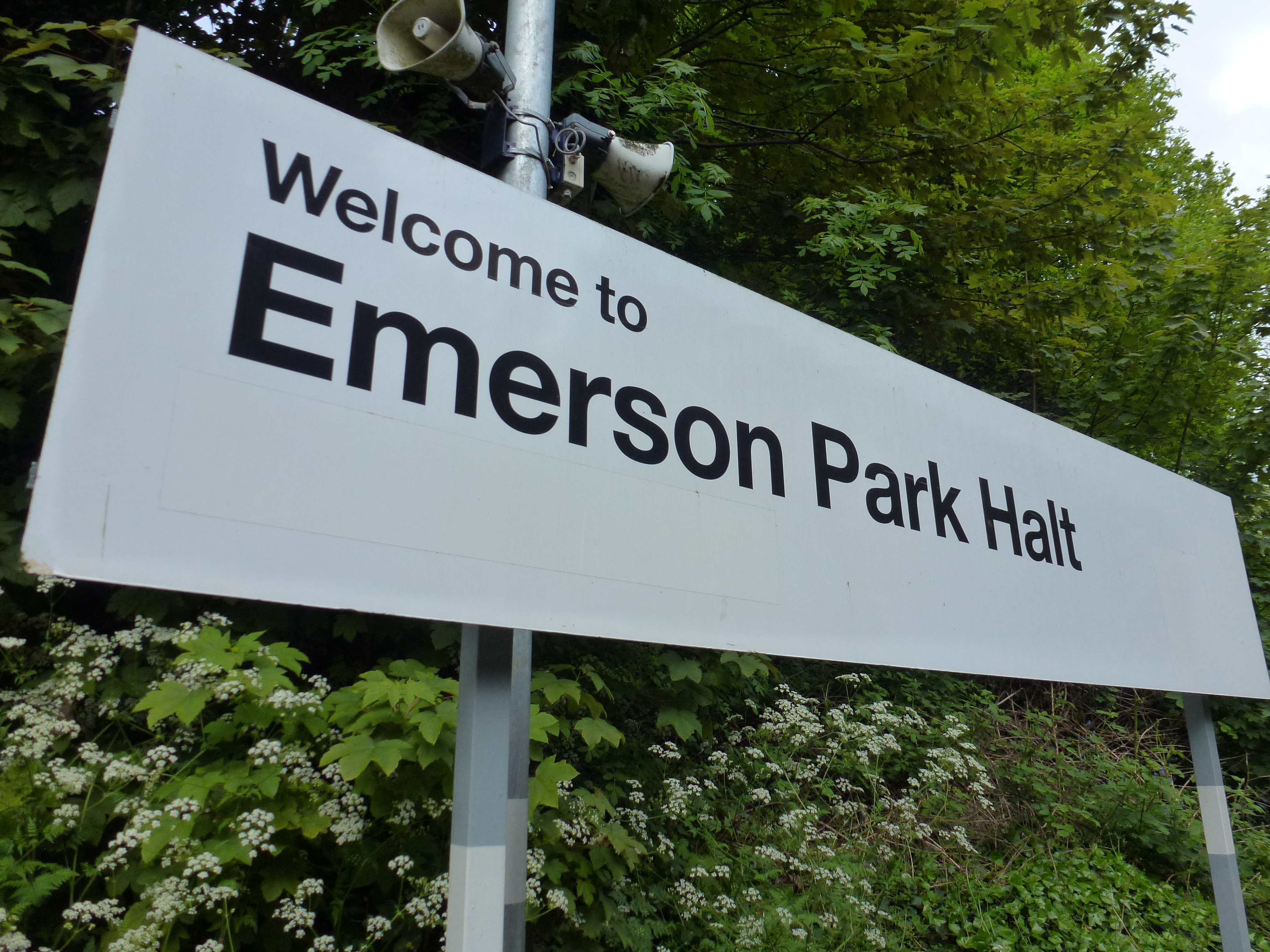